# Atanus dorsalis
Atanus dorsalis är en insektsart som beskrevs av David D. Gillette 1898. Atanus dorsalis ingår i släktet Atanus och familjen dvärgstritar. Inga underarter finns listade i Catalogue of Life.